# Globulation 2

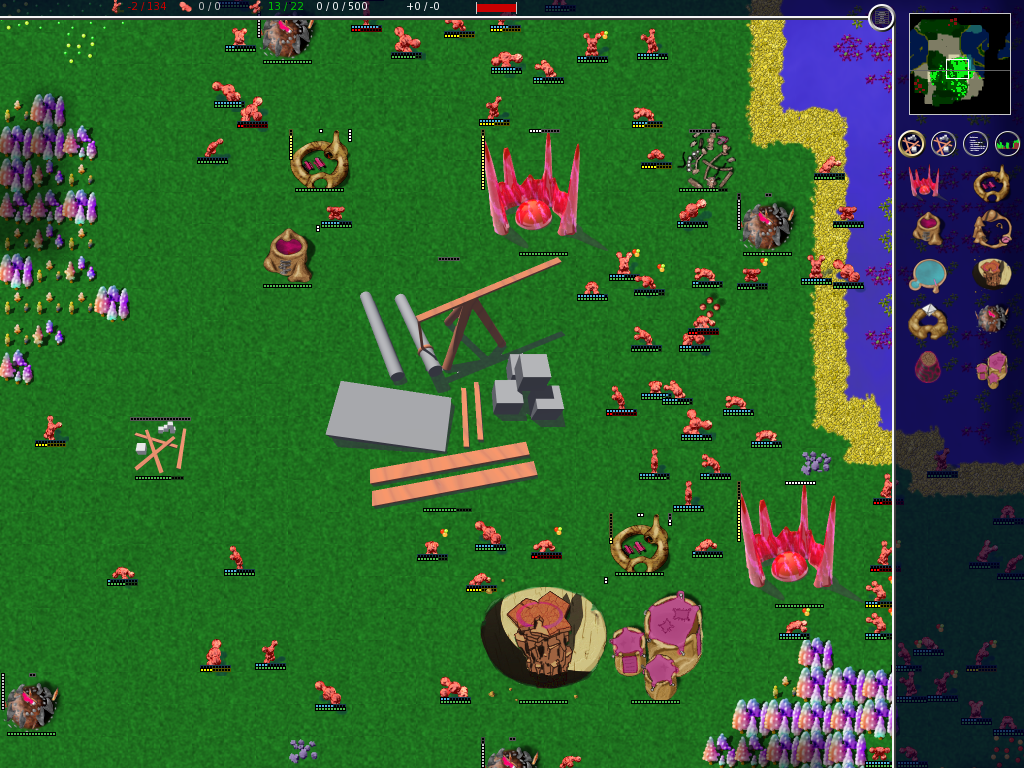
Basis mit arbeitenden Einheiten

Globulation 2 ist ein freies Echtzeit-Strategiespiel, welches Mikromanagement stark reduziert, indem Einheiten automatisch Aufgaben zugewiesen werden. Es ist unter der GNU General Public License veröffentlicht.

## Technik
Eine künstliche Intelligenz steuert alle Einheiten. Der Spieler wählt lediglich die Anzahl der Einheiten und welche Aufgabe ausgeübt werden soll. Das Spiel verfügt über eigene Skriptsprache zum Erstellen von Missionen und einen integrierten Karteneditor. Es verfügt neben dem Einzelspielermodus über einen Mehrspielermodus über das lokale Netzwerk oder auch über das Internet. Inspiration für das Gameplay war die Ökologie von staatenbildenden Insekten. Das Spiel ist in etwa 100.000 Zeilen C++ Quelltext implementiert. Es verwendet die zlib, Speex, Ogg/Vorbis, Boost, Simple DirectMedia Layer/OpenGL Bibliotheken.

## Rezeption
Globulation ist in zahlreichen Linux-Distributionen verfügbar, unter anderem Games-Knoppix. Die indirekte Steuerung erlaubt dem Spieler die Freiheit, sich voll und ganz auf das Umsetzen der Strategien zu konzentrieren. LinuxUser verglich das Spiel mit den ersten Teilen der Serie Die Siedler. Der Wuselfaktor sei hoch, das Geschehen jedoch unkoordiniert und chaotisch. Die Qualität der Grafiken schwanke stark. Die Funktion der Gebäude lasse sich nur schwer erahnen. Die Einheiten hingegen seien mit viel Liebe zum Detail animiert. Der Technologiebaum sei sehr flach und Angriffe lassen sich schwer koordinieren. Der Soundtrack sei teils stark übersteuert und eher störend.